# Активна геодетска референтна основа Србије
Активна Геодетска Референтна Основа Србије (АГРОС) подразумева перманентни сервис прецизног сателитског позиционирања на територији Републике Србије.
Успостављањем АГРОС-а остварен је неопходан услов за превазилажење проблема који се односе на референтне геодетске основе у Републици Србији и створени су услови који омогућавају:
- Реализацију и одржавање геодетског референтног оквира Србије,
- Реализацију, контролу квалитета и унификацију датума геодетске основе државног премера,
- Позиционирање детаљних тачака државног премера при изради и одржавању катастра непокретности,
- Позиционирање за потребе израде свих топографско - картографских подлога,
- Реализацију геодетских контролних мрежа и друге врсте позиционирања при пројектовању, изградњи и екплоатацији грађевинских и других врста инжењерско техничких радова,
- Прецизно праћење возила јавних служби и привредних објеката,
- Праћење и изучавање геодинамичких феномена,
- Дистрибуцију тачног мерења.[1]

АГРОС сагласно пројекту се састоји из:
- GPS сегмента, кога чине 32 станице,
- Комуникационог сегмента,
- Корисничког сегмента.[1]

Мрежа је успостављена по фазама од 2003. године закључно 05.12.2005. године, а 16.12.2005. године почиње економско коришћење сервиса АГРОС.
Просторни референтни, хоризонтални референтни, вертикални референтни систем, референтни систем гравиметријских одређивања и астрономски референтни систем материјализују се одговарајућим референтним оквирима Републике Србије, односно скупом материјализованих тачака и тродимензионалним, односно дводимензионалним праволинијским или криволинијским координатама, односно њиховим висинама, вредностима апсолутног убрзања силе земљине теже, односно скупом екстратерестричких објеката и њихових екваторских координата које се односе на одређену временску епоху. Просторни и хоризонтални референтни системи дефинисани су референтном мрежом Републике Србије - СРЕФ и мрежом перманентних станица Републике Србије - АГРОС.

## Геоид Републике Србије
Примена АГРОС-а је омогућила одређивање прелиминарног геоида за територију Републике Србије. Од 2006. ДО 2012. године одређиване су и елипсоидне висине репера Другог нивелмана високе тачности (НВТ2), као и ортометријске и нормалне висине тачака СРЕФ, што је омогућило одређивање дискретних ундулација у преко 1 100 тачака које су биле правилно распоређене на територији Републике Србије.
Финални модел квазигеолида Републике Србије SQM2011 у употреби је од јуна 2012. године и омогућава корисницима GNSS технологије добијање висине тачности испод 10 cm. Стандардна грешка модела квазигеоида SQM2011 износи 20-30 mm.

## Историја
Активности на успостављању мреже перманентних  станица Републике Србије - АГРОС, започете су у децембру 2001. године израдом пројекта под називом "Активна геодетска референтна GPS основа Републике Србије". Фебруара 2002. године остварена је сарадња са Европском академијим наука за урбана окружења за формирање мреже перманентних  станица 16 земаља централне и источне Европе под називом EUPOS (European Position Determination System). Тада је одлучено да, усаглашавањем техничких стандарда, постојећи пројекат АГРОС постане пројекат EUPOS система.
Реализацију пројекта Републички геодетски завод је започео јуна 2003. године у сарадњи са Факултетом техничких наука из Новог Сада. У сарадњи са Војском Србије и Црне Горе, мрежа је проширена додатним перманентним станицама, које су омогућиле покривање целе територије Војводине. АГРОС је у потпуности успостављен на територији Републике Србије 05.12.2012. године, а од 16.12.2005. године почело је његово комерцијално коришћење. АГРОС мрежа је имала укупно 30 перманентних станица с контролним центром у Новом Саду и у потпуности успостављен RTK (положајна тачност 2-3 cm) и DGPS сервис (положајна тачност >50 cm)
Од успостављања АГРОС је непрекидно у функцији, са сталним унапређењем рада система. Контролни центар АГРОС мреже је успостављен у Београду у јануару 2009. године, премештањем из Новог Сада, и од тада Републички геодетски завод самостално управља свим сегментима АГРОС-а.
Током 2009. године извршено је контролно мерење разлике убрзања на још три полигона и изравнање Основне гравиметријске мреже. За временску епоху реализације гравиметријског референтног оквира Републике Србије усвојена је 1971. година.
Од новембра 2010. године пуштене су у рад перманентне станице које омогућавају пријем сигнала GPS и GLONASS сателитских система. Започето је и повезивање АГРОС-а са мрежама суседних држава. У априлу 2011. године интегрисана је приватна мрежа перманентних станица (VekomNet) у АГРОС мрежу.